# Beautiful - Una vita da miss
Beautiful - Una vita da miss (Beautiful) è un film del 2000 diretto da Sally Field.

## Trama
Ramona è una ragazza con un sogno: diventare Miss America. La sua tenacia e determinazione la portano sempre più vicina, finché un giorno non scopre di essere incinta. Ma al concorso non sono ammesse madri...
Sarà la sua amica Ruby a darle una mano.